# El lector de l'Odissea
El lector de l'Odissea és un premi literari de narrativa en llengua catalana. Té la particularitat d'implicar els lectors no tan sols en el procés de selecció de les obres i en el veredicte final del premi, sinó també en el seu finançament, per tal d'aconseguir que siguin els mateixos lectors els qui puguin decidir quina obra ha d'arribar al taulell de novetats de les llibreries. Per tal de fer realitat aquesta idea vam crear un Consell de Cent Lectors que en el decurs de dues fases de lectura i per mitjà de grups de vuit o deu persones fa la tria de les obres finalistes i nomena dos representants per tal que formin part del jurat final, el qual també està format per escriptors i crítics.
Pel que fa a la dotació del premi, que va ser de 9.000 euros durant les quatre primeres edicions, l'any 2003 va ascendir fins als 12.000 euros i el 2016 era de 10.000 euros. Aquest premi en metàl·lic, que es completava amb l'edició de l'obra guanyadora per part d'Edicions Proa, era aportat per la mateixa editorial (3.000 euros a compte de drets d'autor), per l'Ajuntament de Vilafranca del Penedès, que aportava 4.000 euros, i pel Consell de Cent Lectors, que posava 3.000 euros a partir d'aportacions individuals de 30 euros, mentre que el Consell Comarcal de l'Alt Penedès dedicava la seva aportació a la difusió de l'obra guanyadora un cop editada. El premi es desconvocà l'any 2017 i el 2018 es convocà amb un nou format sense dotació econòmica i per obres publicades.

## Guanyadors
- 1999: Albert Mas-Griera per La ciutat dels àngels
- 2000: Jordi Font-Agustí per Contracorrent
- 2001: Jordi de Manuel per Disseccions
- 2002: Jordi Cabré per La pregària del diable
- 2003: Vidal Vidal per Com és que el cel no cau?
- 2004: Llorenç Capdevila per Ànima de llop[5]
- 2005: Xavier Renau per L'engany de Casp
- 2006: Neus Canyelles per L'alè del búfal a l'hivern
- 2007: Declarat desert
- 2008: Esperança Camps per El cos deshabitat
- 2009: Jordi Cussà per El noi de Sarajevo[6]
- 2010: Carles Zafón per Breu tractat sobre les il·lusions òptiques[7]
- 2011: Anna Monreal per Olives Picants[8]
- 2012: Jordi Tomàs per El mar dels traïdors[9]
- 2013: Sílvia Romero i Olea per El plagi[10]
- 2014: Raquel Ricart i Leal per Temps de tornar[11]
- 2015: Laura Tejada per Un cop morta[1]
- 2016: Jesús Lana per La germana gran[12]
- 2017 desconvocat[13]
- 2018: Núria Busquet per Partícules[14]